# بتا تاج جنوبی
بتا تاج جنوبی یک ستاره است که در صورت فلکی تاج جنوبی قرار دارد.